# Ifigênio de Freitas Bahiense
Ifigênio de Freitas Bahiense, beter bekend onder zijn spelersnaam Geninho (Belo Horizonte, 10 september 1918 - Rio de Janeiro, 21 juni 1980) was een Braziliaans voetballer en trainer.  

## Biografie
Geninho speelde zijn hele carrière voor Botafogo uit de toenmalige Braziliaanse hoofdstad Rio de Janeiro. Na zijn spelerscarrière werd hij trainer. In 1959 werd hij met Bahia de eerste Braziliaanse landskampioen in de Taça Brasil 1959. 